# Mount Holt
Mount Holt är ett berg i Antarktis. Det ligger i Västantarktis. Argentina, Chile och Storbritannien gör anspråk på området. Toppen på Mount Holt är 750 meter över havet, eller 625 meter över den omgivande terrängen. Bredden vid basen är 3,7 km.
Terrängen runt Mount Holt är bergig åt nordost. Havet är nära Holt åt sydväst. Trakten är obefolkad. Det finns inga samhällen i närheten.